# Naisten SM-sarja 2010/11
Die Saison 2010/11 war die 29. Austragung der höchsten finnischen Fraueneishockeyliga, der Naisten SM-sarja. Die Ligadurchführung erfolgt durch den finnischen Eishockeybund Suomen Jääkiekkoliitto. SM ist eine Abkürzung für suomenmestaruus (deutsch: Finnische Meisterschaft).

## Modus
Zunächst spielten alle Mannschaften eine einfache Runde mit Hin- und Rückspiel. Die letzten drei Mannschaften dieser Vorrunde nahmen an der Relegation mit drei Vertretern der zweithöchsten Liga teil. Die besten Sechs spielten eine weitere einfache Runde untereinander. Die beiden Besten der Finalrunde erreichten direkt das Halbfinale, die anderen vier spielten untereinander die zwei weiteren Halbfinalplätze aus. Die Play-offs wurden im Modus Best-of-Five durchgeführt. Um den Platz 3 gab es lediglich ein Spiel.

## Vorrunde
Die Vorrunde wurde mit allen Teilnehmern in einer einfachen Hin- und Rückrunde ausgetragen. Die Mannschaften auf den ersten sechs Plätzen qualifizierten sich für die Finalrunde. Die letzten drei mussten um den Klassenerhalt in der Relegation kämpfen.
| Platz | Name                    | Spiele | S3 | S2 | N1 | N0 | Punkte | Tore  |
| ----- | ----------------------- | ------ | -- | -- | -- | -- | ------ | ----- |
| 1.    | Tampereen Ilves         | 16     | 13 | 1  | 0  | 2  | 41     | 83:31 |
| 2.    | Hämeenlinnan Pallokerho | 16     | 12 | 2  | 0  | 2  | 40     | 81:19 |
| 3.    | Espoo Blues             | 16     | 9  | 1  | 1  | 5  | 30     | 61:36 |
| 4.    | Kärpät Oulu             | 16     | 7  | 2  | 1  | 6  | 26     | 65:52 |
| 5.    | JYP Jyväskylä           | 16     | 7  | 2  | 1  | 6  | 26     | 41:41 |
| 6.    | Kalevan Pallo Kuopio    | 16     | 7  | 1  | 2  | 6  | 25     | 43:44 |
| 7.    | Lohjan Kisaveikot       | 16     | 5  | 0  | 2  | 9  | 17     | 32:60 |
| 8.    | Salo HT                 | 16     | 1  | 1  | 1  | 13 | 6      | 17:85 |
| 9.    | Team Oriflame           | 16     | 1  | 0  | 2  | 13 | 5      | 22:77 |

## Relegation
In der Relegation traten die drei Letztplatzierten der Naisten SM-sarja gegen die drei Erstplatzierten der Divisioona an. Alle drei Mannschaften der SM-sarja erreichten den Klassenerhalt.
| Platz | Name              | Spiele | S3 | S2 | N1 | N0 | Punkte | Tore   |
| ----- | ----------------- | ------ | -- | -- | -- | -- | ------ | ------ |
| 1.    | Team Oriflame     | 15     | 11 | 0  | 1  | 3  | 34     | 75:030 |
| 2.    | Lohjan Kisaveikot | 15     | 11 | 0  | 0  | 4  | 33     | 70:031 |
| 3.    | Salo HT           | 15     | 10 | 1  | 1  | 3  | 33     | 52:022 |
| 4.    | IHK Helsinki      | 15     | 8  | 1  | 0  | 6  | 26     | 72:031 |
| 5.    | Kiekko-Oulu       | 15     | 2  | 0  | 0  | 13 | 6      | 30:108 |
| 6.    | Pelicans Hollola  | 15     | 1  | 0  | 0  | 14 | 3      | 16:093 |

## Finalrunde
Die beiden Erstplatzierten der Finalrunde qualifizierten sich direkt für das Halbfinale, während die vier weiteren Mannschaften untereinander um die Halbfinalteilnahme spielten.
Tabelle der Spiele untereinander
| Platz | Name                    | Spiele | S3 | S2 | N1  | N0 | Punkte | Tore  |
| ----- | ----------------------- | ------ | -- | -- | --- | -- | ------ | ----- |
| 1.    | Espoo Blues             | 10     | 91 | 0  | -11 | 1  | 271    | 44:20 |
| 1.    | Hämeenlinnan Pallokerho | 10     | 8  | 0  | 0   | 2  | 24     | 41:13 |
| 3.    | Kärpät Oulu             | 10     | 3  | 1  | 1   | 5  | 12     | 29:32 |
| 4.    | Tampereen Ilves         | 10     | 3  | 0  | 1   | 6  | 10     | 18:18 |
| 5.    | Kalevan Pallo Kuopio    | 10     | 2  | 1  | 1   | 6  | 9      | 19:51 |
| 6.    | JYP Jyväskylä           | 10     | 2  | 0  | 0   | 8  | 6      | 15:32 |

Anm.1: Unerklärliche Differenzen zwischen den Daten der Vorrundentabelle und der Gesamttabelle.
Kumulierte Gesamttabelle (inkl. Vorrunde)
| Platz | Name                    | Spiele | S3 | S2 | N1 | N0 | Punkte | Tore    |
| ----- | ----------------------- | ------ | -- | -- | -- | -- | ------ | ------- |
| 1.    | Hämeenlinnan Pallokerho | 26     | 20 | 2  | 0  | 4  | 64     | 122:032 |
| 2.    | Espoo Blues             | 26     | 19 | 1  | 0  | 6  | 59     | 105:056 |
| 3.    | Tampereen Ilves         | 26     | 16 | 1  | 1  | 8  | 51     | 101:049 |
| 4.    | Kärpät Oulu             | 26     | 10 | 3  | 2  | 11 | 38     | 094:084 |
| 5.    | Kalevan Pallo Kuopio    | 26     | 9  | 2  | 3  | 12 | 34     | 062:095 |
| 6.    | JYP Jyväskylä           | 26     | 9  | 2  | 1  | 14 | 32     | 056:073 |

### Beste Scorerinnen
| Spielerin        | Klub   | Tore | Vorlagen | Punkte |
| ---------------- | ------ | ---- | -------- | ------ |
| Anne Helin       | Kärpät | 35   | 16       | 51     |
| Riikka Noronen   | HPK    | 18   | 15       | 33     |
| Emma Terho       | Blues  | 9    | 29       | 38     |
| Annina Rajahuhta | HPK    | 17   | 20       | 37     |
| Pia Lund         | Blues  | 14   | 22       | 36     |
| Sari Kärnä       | Ilves  | 15   | 20       | 35     |
| Henna Savikuja   | Kärpät | 14   | 18       | 32     |
| Johanna Koivula  | Ilves  | 11   | 18       | 29     |
| Linda Välimäki   | Blues  | 19   | 9        | 28     |
| Christine Posa   | Blues  | 17   | 11       | 28     |

## Play-offs

### Viertelfinale
In den Viertelfinalspielen am 8., 10. und 12. März 2011 qualifizierten sich neben den bereits gesetzten Mannschaften die Teams aus Tampere und Oulu.
|               |   |                      | Serie | 1                   | 2                   | 3                   | 4 | 5 |
| ------------- | - | -------------------- | ----- | ------------------- | ------------------- | ------------------- | - | - |
| Ilves Tampere | – | JYP Jyväskylä        | 3:0   | 2:0 (0:0, 2:0, 0:0) | 5:1 (2:1, 1:0, 2:0) | 3:0 (0:0, 2:0, 1:0) | – | – |
| Kärpät Oulu   | – | Kalevan Pallo Kuopio | 3:0   | 5:2 (2:0, 3:1, 0:1) | 5:2 (1:0, 1:1, 3:1) | 2:1 (0:0, 1:1, 1:0) | – | – |

### Halbfinale
Die Spiele des Halbfinales fanden am 17., 19. und 20. März 2011 statt. Die Serien endeten in beiden Vergleichen nach bereits drei Spielen.
|                 |   |               | Serie | 1                   | 2                              | 3                   | 4 | 5 |
| --------------- | - | ------------- | ----- | ------------------- | ------------------------------ | ------------------- | - | - |
| HPK Hämeenlinna | – | Kärpät Oulu   | 3:0   | 5:0 (0:0, 1:0, 4:0) | 5:4 n. V. (0:1, 2:2, 2:1, 1:0) | 5:2 (2:2, 2:0, 1:0) | – | – |
| Espoo Blues     | – | Ilves Tampere | 0:3   | 2:8 (1:2, 1:3, 0:3) | 3:4 n. V. (2:1, 0:1, 1:1, 0:1) | 2:4 (0:2, 0:1, 2:1) | – | – |

### 3. Platz
Um den 3. Platz wurde lediglich ein Spiel am 26. März 2011 ausgetragen. 
|  | Espoo Blues | 2:4 (1:1, 1:1, 0:2) | Kärpät Oulu |  |

### Finale
Die Finalserie wurde nach einem Sweep in drei engen Spielen am 26., 27. und 29. März 2011 vom neuen Meister HPK Hämeenlinna gewonnen.
|                 |   |               | Serie | 1                        | 2                   | 3                   | 4 | 5 |
| --------------- | - | ------------- | ----- | ------------------------ | ------------------- | ------------------- | - | - |
| HPK Hämeenlinna | – | Ilves Tampere | 3:0   | 2:1 (0:1, 1:0, 0:0, 1:0) | 2:1 (0:1, 0:0, 0:2) | 2:1 (0:0, 1:0, 1:1) | – | – |

### Beste Scorerinnen
| Spielerin        | Klub   | Tore | Vorlagen | Punkte |
| ---------------- | ------ | ---- | -------- | ------ |
| Saara Tuominen   | Ilves  | 6    | 7        | 13     |
| Annina Rajahuhta | HPK    | 8    | 2        | 10     |
| Anne Helin       | Kärpät | 8    | 2        | 10     |
| Henna Savikuja   | Kärpät | 4    | 5        | 9      |
| Sari Kärnä       | Ilves  | 4    | 4        | 8      |
| Mira Huhta       | HPK    | 0    | 8        | 8      |

Zur besten Spielerin der Play-offs wurde Annina Rajahuhta (HPK Hämeenlinna) gewählt.

## Auszeichnungen
- Beste Spielerin: Anne Helin (Kärpät Oulu)
- Beste Torhüterin Maija Hassinen (HPK Hämeenlinna)
- Beste Verteidigerin: Emma Laaksonen (Espoo Blues)
- Beste Stürmerin: Anne Helin (Kärpät Oulu)
- Körperlichste Spielerin: Riikka Noronen (HPK Hämeenlinna)
- Bester Neuling: Venla Kotkaslahti (Ilves Tampere)
- Fair-Play-Trophy: Christine Posa (Blues Espoo)
- Bester Trainer: Jarkko Julkunen (HPK Hämeenlinna)
- All-Star-Team: Tor:  Maija Hassinen (HPK), Verteidigung:  Anna Kilponen (Ilves), Emma Laaksonen (Blues), Sturm:  Anne Tuomanen (HPK), Anne Helin (Kärpät), Annina Rajahuhta (HPK)
- Beste Schiedsrichterin: Ulla Sipilä